# Pseudolana ovalis
Pseudolana ovalis är en kräftdjursart som beskrevs av Bruce1980. Pseudolana ovalis ingår i släktet Pseudolana och familjen Cirolanidae. Inga underarter finns listade i Catalogue of Life.